# オランダ語連合
オランダ語連合（オランダごれんごう、蘭: Nederlandse Taalunie, NTU）は、オランダ語の標準化・規則・規制に関する国際機関である。
通称の「グリーン・ブックレット（蘭: Groene Boekje・英: Green Booklet）」で知られる、スペリング標準化の辞書であるオランダ語語彙総覧を、加盟国が普及したことで最も知られており、世界中におけるオランダ語の課程や学習を支援している。

## 加盟国など
1980年9月9日、オランダ王国（オランダないしヨーロッパ・オランダを代表）、ベルギー（フランデレン地域ないしフラマン語共同体を代表）の2ヶ国で結ばれた条約によって設立され、スリナムが2004年から準加盟している。
設立された当初は、オランダ王国については、ヨーロッパ・オランダにのみ条約が適用されていたが、2013年11月27日からオランダ領カリブ（カリブ・オランダ）にも適用されている。

### 主な非加盟国など
2020年の時点では、広義のオランダ語圏の内、以下は、オランダ語連合に含まれていない。
- オランダ王国の残るエリアである、アルバ、キュラソー、シント・マールテンについては、条約が適用されていない。
- 旧オランダ海上帝国の中で最大の人口を有するインドネシア（旧オランダ領東インド・旧オランダ領ニューギニア）、2番目の人口を有する南アフリカ（旧ケープ植民地）の2ヶ国は、オランダ語連合に参加していない[注 1]が、オランダ語連合の「特別パートナー」と位置付けられている。
- 南アメリカ北東部のギアナ地方は、ほぼ全域がオランダ植民地だった時代（オランダ語版、英語版）があるが、英仏へ分割され、旧イギリス領ギアナ（英語版）だった現在のガイアナや、現在のフランス領ギアナなどは、参加していない[注 2]。
- 早い時期にオランダの植民地からイギリスやフランス等の植民地へ移った、以下の国々・地域も参加していない。
  - 北アメリカの旧ニューネーデルラント（現在のメリーランド州～ニューイングランド一帯）・旧ニューアムステルダム（現在のニューヨーク）
  - 旧オランダ領ゴールド・コースト（英語版）（現在のガーナ）
  - 旧オランダ領モーリシャス（現在のモーリシャス） - オランダ総督だったオラニエ公マウリッツにちなみ、命名された。
  - 旧オランダ領セイロン（現在のスリランカ）
  - 旧オランダ領マラッカ（オランダ語版、英語版）（現在のマレーシアのマラッカ州）
  - 旧オランダ領フォルモサ（オランダ語版、英語版）（現在の台湾）
- 鎖国の時代においても出島に置かれたオランダ商館を通じて長崎貿易を続け、オランダを漢字表記した「阿蘭陀」から「蘭学（蘭学者・蘭学塾）」や「蘭方医学」、「蘭癖」等の語句が定着した日本も、参加していない。